# إيزوليوسين
إيزوليوسين (تختصر: Ile أو I) هو حمض أميني-ألفا غير قطبي كاره للماء، صيغته الكميائية (C6H13NO2). وهو أحد الأحماض الأمينية الأساسية التي لا يمكن لجسم الإنسان تصنيعها.
آيزوليوسين (C6H13NO2) هو حمض أميني متفرع، غير قطبي. وهو من الأحماض الأمينية الأساسية في البشر، وبالتالي يجب أن يتم توفيره في النظام الغذائي. يتواجد هذا البروتين ( وباقي البروتينات) في اللحوم ولحم الطيور والبيض والحليب و الأسماك و البقول. تنويع الغداء يضمن حصول الجسم على ما يحتاجه من تلك البروتينات (في مجموعها 21 بروتينا معقدا مختلفا).

## اكتشاف
اكتشف في عام 1904 من قبل آيسولوسين إيرليك فيليكس في النبيذ الثقيل من المولاس.

## كيمياء حيوية
أنه يحتوي على ذرة الكربون غير المتناظرة 2 بالإضافة إلى الكربون α، ويوجد فقط على شكل 2S-3S في الطبيعة. نسبة البروتينات في آيسولوسين الإنسان حوالي 4.6%.
والكودونات لآيسولوسين: AUU، AUC وAUA.

## اقرأ أيضا
- شيفرة جينية
- حمض أميني ضروري
- تأريخ الحمض الأميني